# Piewikowate

Liniejąca Lyristes plebejus

Piewikowate, cykadowate, cykady (Cicadidae) – rodzina pluskwiaków z podrzędu cykadokształtnych. Obejmuje około 2900 gatunków, głównie tropikalnych i subtropikalnych. Larwy mają przednie odnóża grzebne i żyją pod ziemią, żywiąc się sokami wysysanymi z korzeni. Ich rozwój trwa od 2 do 17 lat. Dorosłe samce wydają głośne dźwięki celem przywabienia samic.

## Opis
Duże owady, osiągające od 10 do 110 mm długości ciała i do blisko 200 mm rozpiętości skrzydeł (u Megapomponia imperatoria). Głowa wyposażona jest w szeroko rozstawione oczy, a ponadto ma na szczycie trzy, rozmieszczone na planie trójkąta przyoczka. Od pokrewnych Tettigarctidae różnią się mniejszym od śródplecza, wyposażonym w kołnierz oraz bruzdy boczne i paramedialne przedpleczem. Na tarczce mają wyniosłość w kształcie krzyża. Na tułowiu osadzone są dwie pary dużych skrzydeł, które zwykle są przezroczyste, ale mogą być podbarwione, kolorowe lub wzorzyste. Żyłki podłużne skrzydeł nie dochodzą do ich zewnętrznego brzegu, pozostawiając go nieużyłkowanym. Z zatułowia wyrastają ku tyłowi opercula, które często zakrywają od spodu znaczną część odwłoka. U samców w odwłoku występują puste przestrzenie i tymbale, czasem mające dodatkowe pokrywy (zob. sekcję o bioakustyce).
W oznaczaniu piewikowatych duże znaczenie ma wzór barwny na przedpleczu i śródpleczu, użyłkowanie skrzydeł oraz budowa narządów rozrodczych.

## Biologia i ekologia
Wiele gatunków wykazuje specjalizację względem siedliska, jak i roślin żywicielskich. Samice składają jaja na roślinach, a wyklute z nich larwy (nimfy) schodzą pod ziemię, gdzie żerują na soku wysysanym z drewna korzeni. Larwa kopie za pomocą przedniej pary odnóży grzebnych przylegającą do korzenia komorę, pokrywając jej ścianki wydzieliną. Rozwój larwalny trwa od 2 do 17 lat (zob. cykady wieloletnie). Wyrośnięte larwy wychodzą spod ziemi na pionowe powierzchnie, gdzie przechodzą ostatnią wylinkę.
Owady dorosłe nie potrafią skakać i słabo chodzą, przemieszczając się głównie za pomocą lotu. Samce nawołują samice za pomocą dźwięków. W przypadku części gatunków samce są osiadłe i tworzą agregacje liczące wiele osobników. Gatunki współwystępujące na tym samym terenie albo śpiewają o innych porach dnia, albo osiągają dojrzałość w różnym czasie.

### Bioakustyka

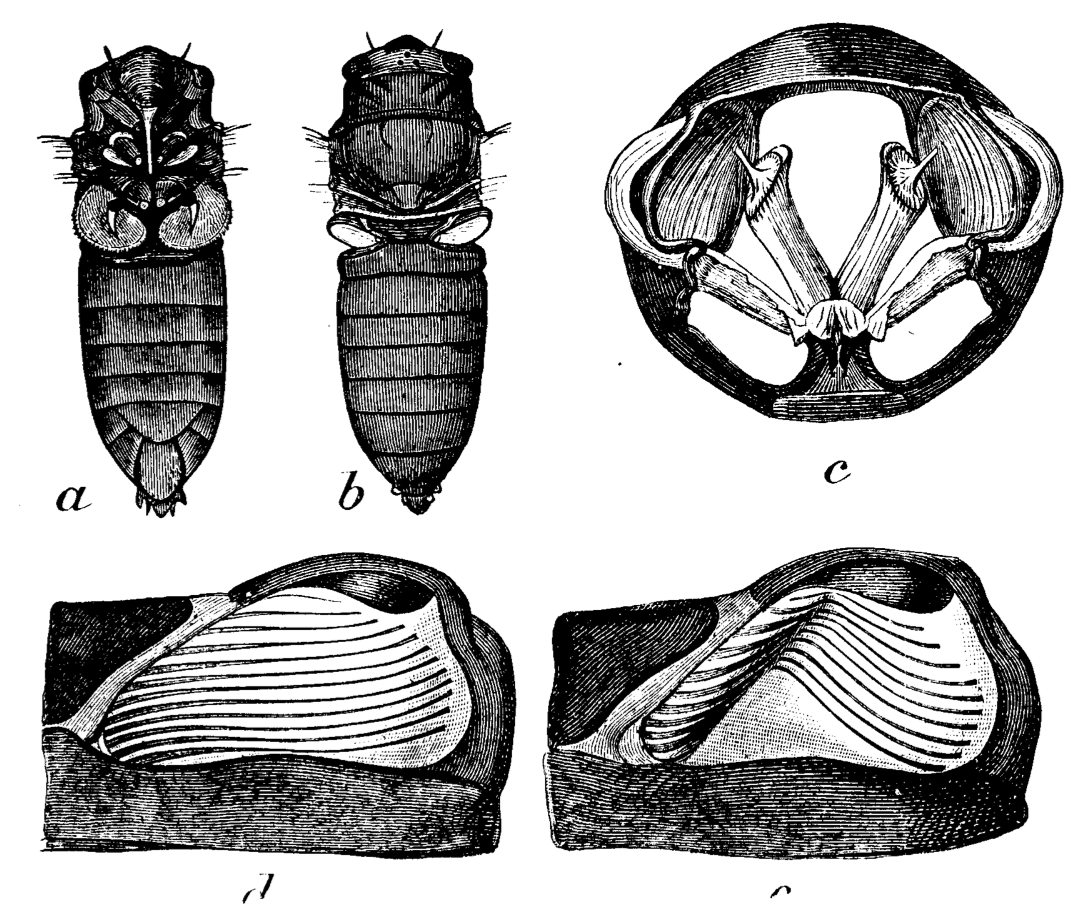
Samiec cykady: a widok od spodu z widocznymi pokrywami przykrywającymi tympale, b: widok od góry z zaznaczonymi na biało tymbalami, c: przekrój z widocznymi mięśniami tymbali, d: tymbale w spoczynku, e tymbale w zgięciu

Obie płcie mają na przodzie odwłoka puszki słuchowe przykryte od spodu pokrywami (opercula), wyrastającymi z epimer zatułowia. Zarówno samce, jak i samice mają w nich służące do odbioru dźwięków narządy tympanalne, natomiast tylko samce mają służące do wydawania dźwięku tymbale. Leżą one poniżej boków przedniej części odwłoka i są przekształconymi elementami szkieletu zewnętrznego. Składają się na nie cienkie części błoniaste i grubsze, chitynowe żeberka. Skurcz wewnętrznych mięśni odwłoka uwypukla tymbale do wewnątrz, powodując kliknięcie, a rozkurcz przywraca je do pozycji wyjściowej i powoduje kolejne kliknięcie. Efekt dźwiękowy wzmacniany jest przez wywodzące się od systemu tchawkowego puste przestrzenie, które wypełniają większą część odwłoka samca i działają jak pudło rezonansowe. Dźwięki modulowane są również przez odpowiednie ustawienie odwłoka względem podłoża i ustawienie pokryw tymbali. Dźwięki wydawane przez samce należą do najgłośniejszych wśród owadów i osiągać mogą 120 dB (u Cyclochila australasiae). Często odgłosy są charakterystyczne dla gatunku i mogą być wykorzystane w oznaczaniu.
Obok wymienionego mechanizmu u części gatunków występuje także strydulacja, do której zdolne mogą być obie płcie. Zwykle do strydulacji wykorzystywane są skrzydła i śródtułów, ale znane są przypadki wykorzystywania w tym celu aparatów genitalnych.

### Termoregulacja

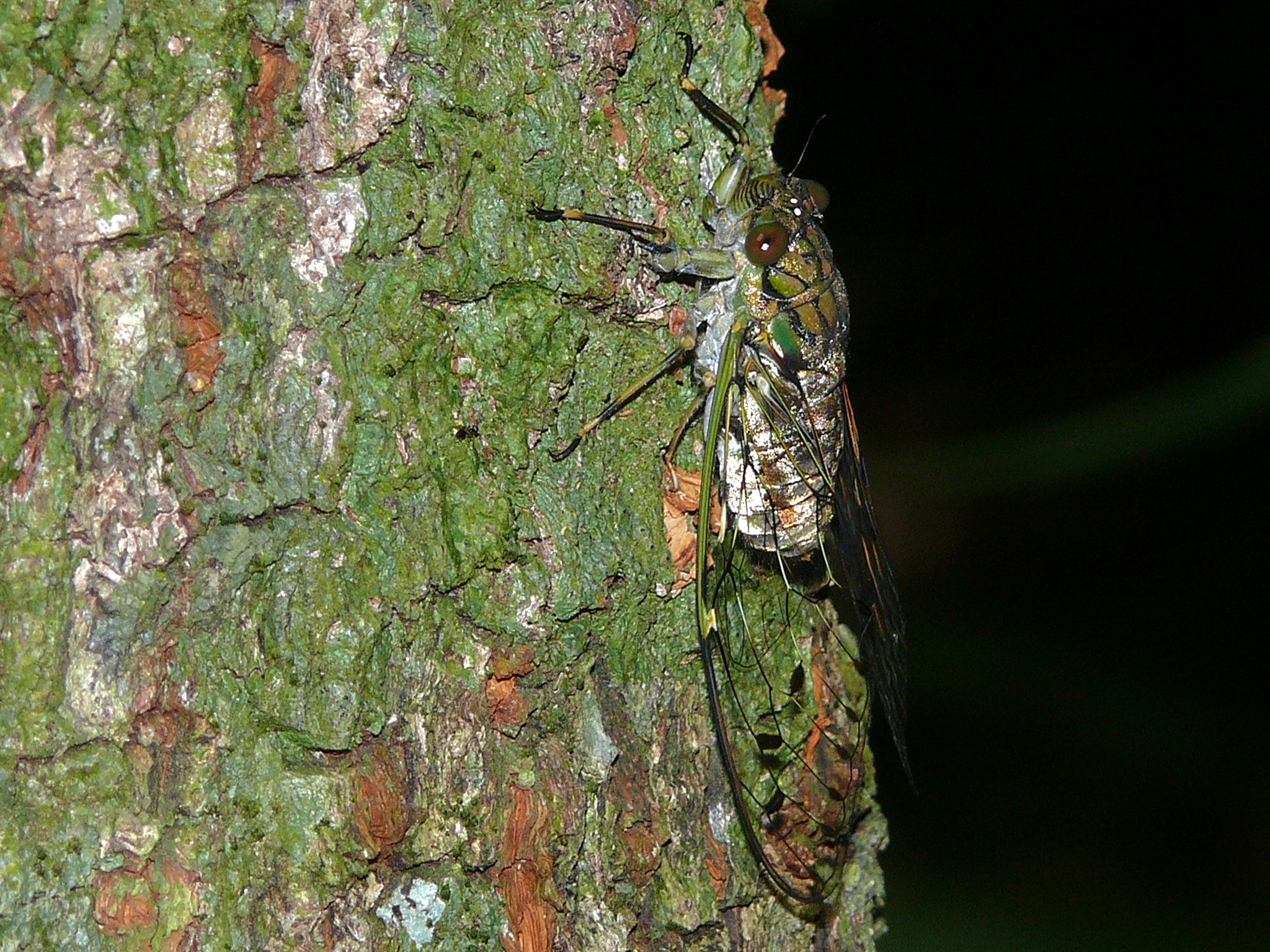
Piewikowaty zamaskowany na pniu

Gatunki pustynne, jak Diceroprocta apache, potrafią obniżać swoją temperaturę nawet o 5 °C przez odparowywanie płynu z powierzchni ciała (analogicznie do pocenia ssaków). Przy temperaturach powyżej 39 °C wysysają z roślin więcej soków i wydzielają nadmiar wody przez pory na tergitach. Ten sam mechanizm, choć mniej wydajny, obserwuje się też u niektórych gatunków niepustynnych jak Magicicada tredecem. Inne gatunki potrafią podnieść temperaturę ciała bez korzystania ze słońca do temperatur potrzebnych do rozpoczęcia grania. Podczas wydawania dźwięków u gatunków z rodzaju Platypleura temperatura ciała może być nawet o 22 °C wyższa od temperatury otoczenia. W czasie rozgrzewania występują u nich pulsacyjne, teleskopowe ruchy odwłoka, prawdopodobnie zwiększające ilość tlenu docierającą do mięśni. Sam mechanizm endotermii nie został u nich zbadany, ale wiadomo, że nie biorą w nim udziału ruchy skrzydeł. Gatunki ze zdolnością do generowania ciepła mogą dzięki niej m.in. chronić się przed drapieżnikami przez całą dobę w zacienionych miejscach oraz grać o świcie i zmierzchu, kiedy to dźwięki są słyszalne z większych odległości.

### Zależności pokarmowe
Dorosłe piewikowate padają ofiarą różnych owadożernych kręgowców, zwłaszcza ptaków, a także pająków, modliszek i drapieżnych muchówek (np. łowikowatych). Drapieżne muchówki z rodzaju Emblemasoma lokalizują samce cykad wykorzystując ich dźwięki. Parazytoidalne błonkoskrzydłe z rodziny grzebaczowatych paraliżują pluskwiaki, znoszą do gniazd i wykorzystują jako pokarm dla larw. Dorosłe cykady atakowane są także przez grzyby z rodzaju Massospora.
Zagrzebujące się w glebie larwy mogą padać ofiarą mrówek, a przebywające pod ziemią – m.in. kretowatych, dzików i grzybów z rodzaju Cordyceps.

## Rozprzestrzenienie

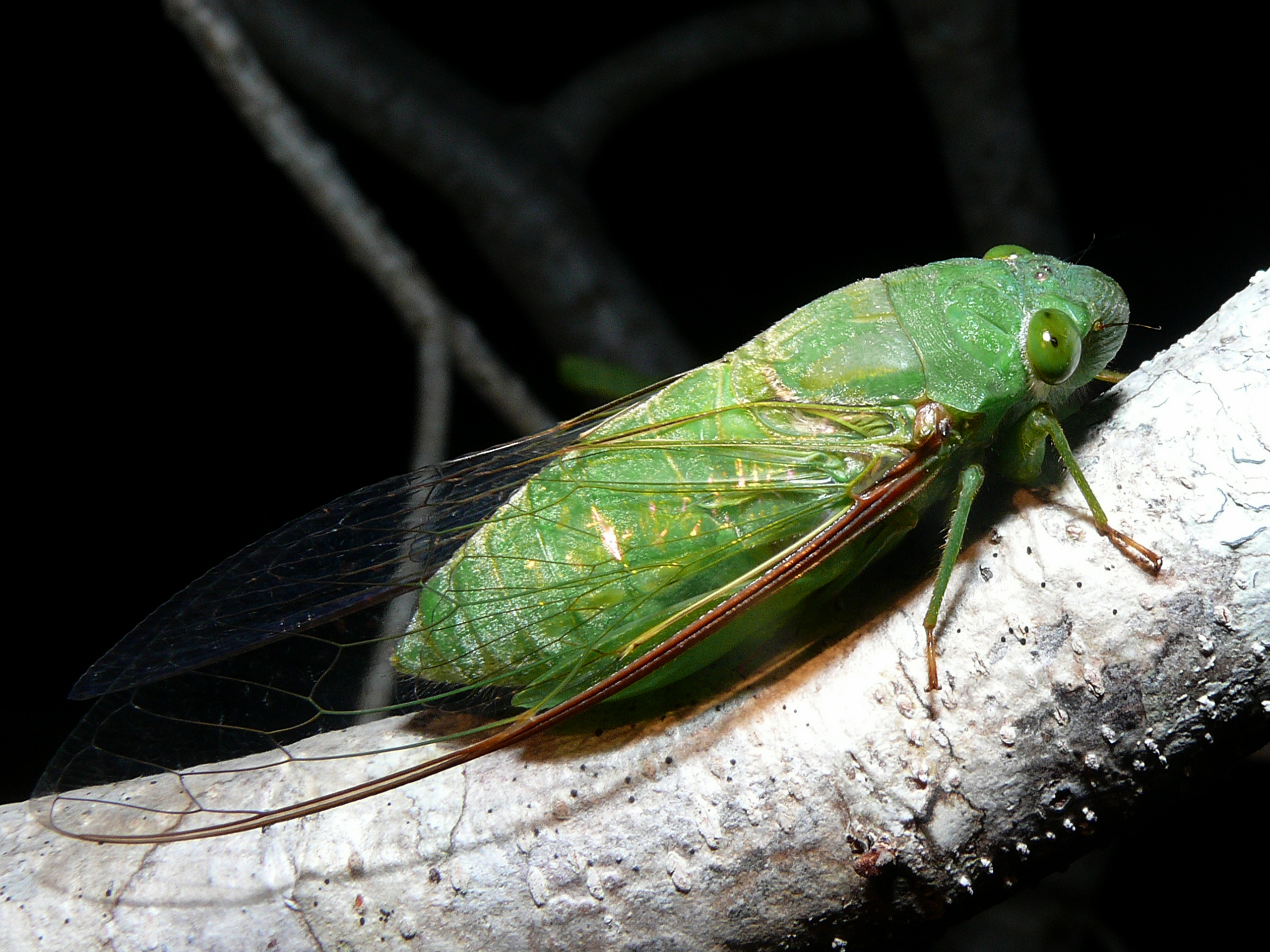
Dundubia vaginata

Ze względu na duże wymagania cieplne występują głównie w strefie tropikalnej i subtropikalnej, ale zasięgiem obejmują wszystkie lądy z wyjątkiem rejonów występowania wiecznej zmarzliny. Najliczniej reprezentowane są w faunach pustyń, sawann i lasów deszczowych. Większość rodzajów ograniczona jest w swym występowaniu do poszczególnych krain zoogeograficznych, a gatunki często wykazują znaczny stopień endemizmu. W Polsce stwierdzono tylko cztery gatunki: piewika gałązkowca, piewika podolskiego, Cicadetta cantilatrix i Lyristes plebejus.

## Systematyka

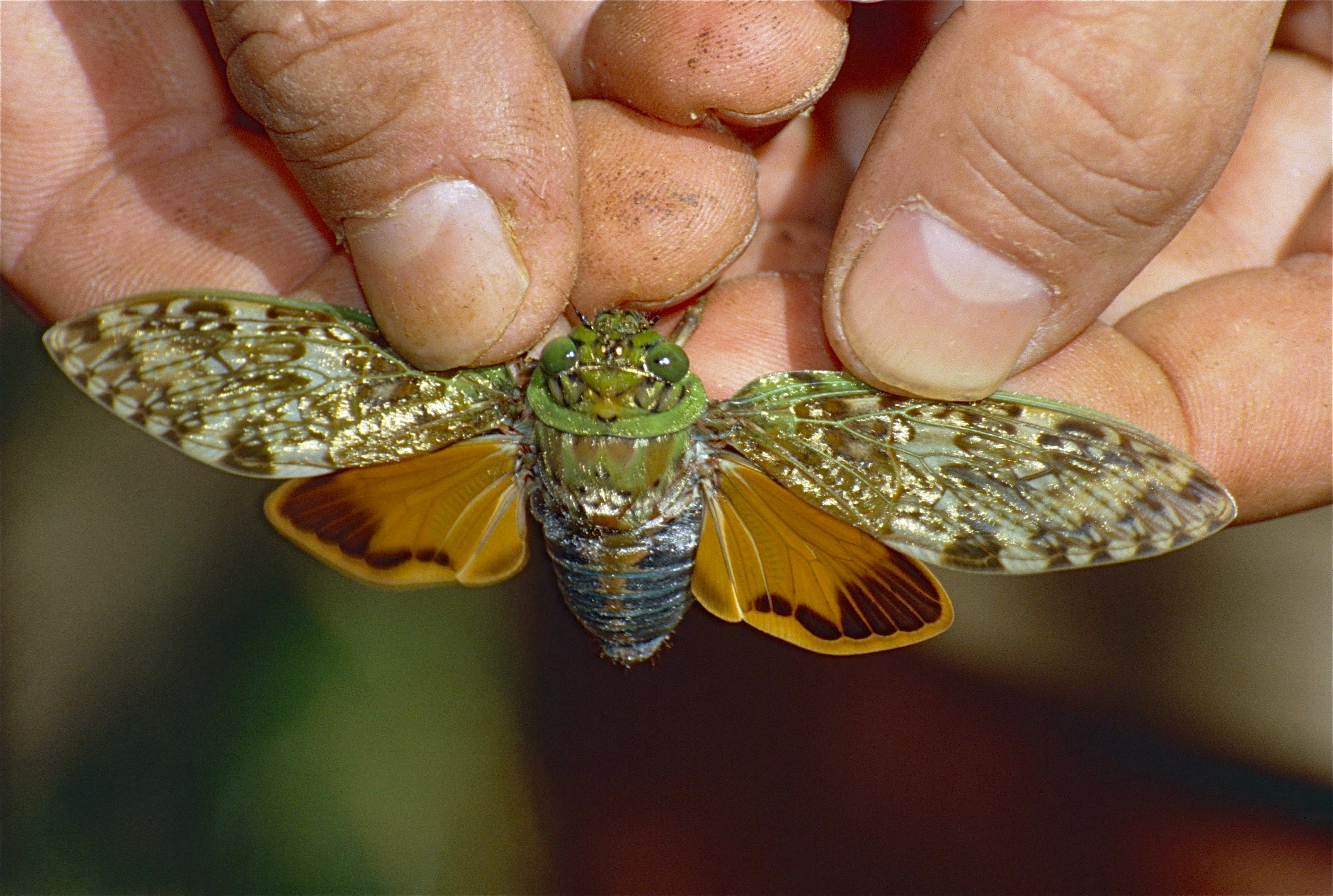
Yanga andriana

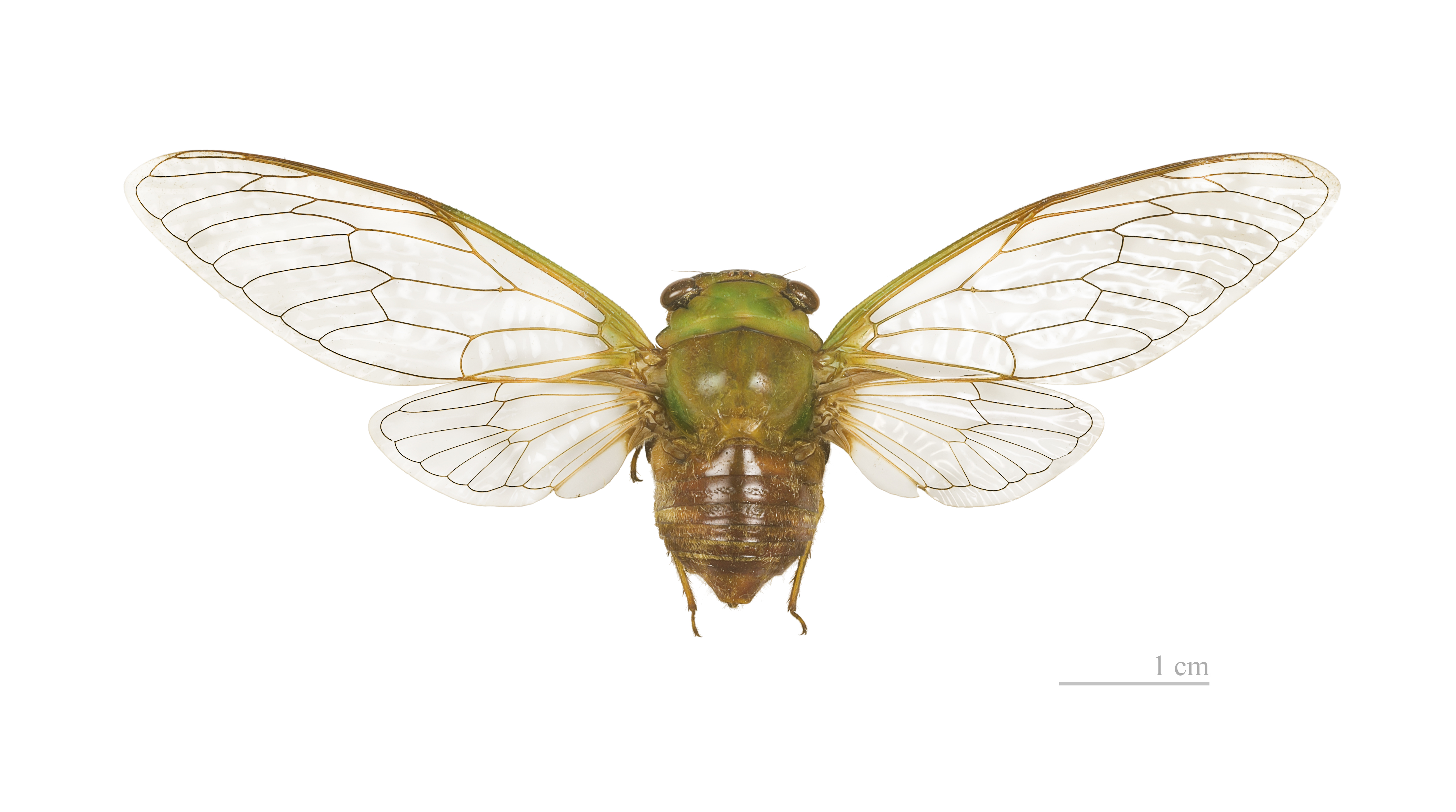
Dorisiana bicolor

Piewikowate wraz z rodziną Tettigarctidae tworzą nadrodzinę Cicadoidea w obrębie podrzędu cykadokształtnych, określanego wraz z fulgorokształtnymi jako piewiki (dawniej zaliczane do pluskwiaków równoskrzydłych). Do piewikowatych zalicza się ponad 2900 opisanych gatunków. Ich podział do rangi plemienia przedstawia się następująco:
- podrodzina: Cicadinae
  - Platypleurini
  - Hamzini
  - Orapini
  - Zammarini
  - Plautillini
  - Polyneurini
  - Taucini
  - Talaingini
  - Thophini
  - Cyclochilini
  - Jassopsaltriini
  - Burbungini
  - Talcopsaltriini
  - Cryptotympanini
  - Fidicinini
  - Hyantiini
  - Tamasini
  - Dundubiini
  - Tosenini
  - Distantadini
  - Sonatini
  - Gaeanini
  - Lahugadini
  - Cicadini
  - Cicadatrini
- podrodzina: Cicadettinae
  - Dazini
  - Huechysini
  - Carinetini
  - Parnisini
  - Taphurini
  - Cicadettini
  - Prasiini
  - Chlorocystini
  - Tettigomyiini
  - Hemidictyini
- podrodzina: Tibicininae
  - Tettigadini
  - Lamotialini
  - Platypediini
  - Ydiellini
  - Tibicinini